# Eugénie Beauvois
Eugénie Beauvois was een Belgische schilderes die actief was in Brussel op het einde van de 19de eeuw en het begin van de 20ste eeuw.

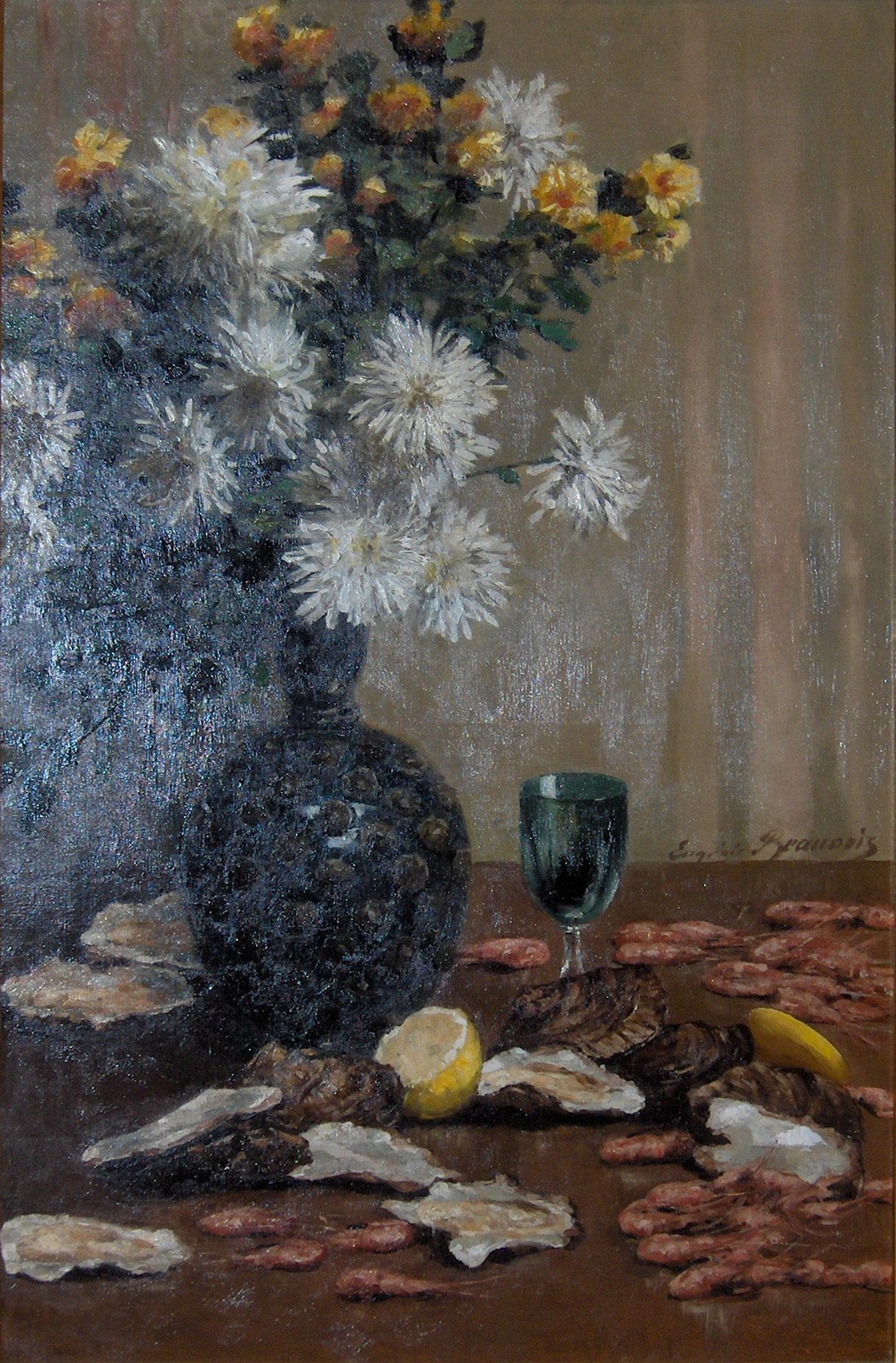
Stilleven met oesters en garnalen (privébezit)

Zij had een voorkeur voor een nauwkeurige weergave van bloemen en voor stillevens, waaronder jachtstillevens. Soms schilderde zij de bloemen op een schilderij van een andere kunstenaar, zoals in het schilderij "Le Peintre et Son Modèle dan l'Atelier" en "La Jeune Marchande de Fleurs" van Edmond Lambrichs (1830-1887).
Zij was vice-president van de Cercle des Femmes Peintres, opgericht in Brussel in 1888. Alle deelnemers waren vrouwelijke amateurschilders.

## Tentoonstellingen
- 1892, Casino te Gent: "35ste Tentoonstelling"
- 1898 in Antwerpen
- 1903, Brussel: "Salon Triennal des Beaux-Arts"